# Плещеєв Олексій Миколайович
Плещеєв Олексій Миколайович (22 листопада (4 грудня) 1825, Кострома, Російська імперія — 26 вересня (8 жовтня) 1893, Париж) — російський письменник, критик і перекладач. Був знайомий з Т. Шевченком, Антоном Чеховим, листувався з Марком Вовчком.

## Біографія
Друкуватися почав 1844 року. Поезії першої збірки «Вірші», виданої 1846 року, присвячені громадянським темам, в них відобразились погляди петрашевців. За участь у гуртку М. Петрашевського був засуджений 1849 року до страти, яку замінили засланням у солдати в Окремий Оренбурзький корпус. У 1858 повернувся з заслання. Співробітничав у журналах «Современник» і «Отечественные записки». У 1858, 1861, 1863 роках Плещеєв видав 3 збірки віршів, 1860 року — 2 томи «Повістей і оповідань». Плещеєв є автором творів для дітей, п'єс, критичних статей, фейлетонів. Багато віршів Плещеєва було покладено на музику, зокрема С. Рахманіновим, М. Римським-Корсаковим, М.Мусоргським. Перекладав твори західно-європейських письменників.
Був знайомий з Т. Шевченком, перекладав його поезії, листувався з ним та з Марком Вовчком.
З поезією Шевченка познайомився на заслані й почав листуватися з ним (листи Плещеєва не збереглися, а один лист Шевченка до Плещеєва зберігся). Зустрічався з Шевченком у Петербурзі. Протягом 1858—1861 років переклав 9 його творів (більшість перекладів опубліковано раніше за оригінал або одночасно з ним): «Минають дні, минають ночі», «Сон» («На панщині пшеницю жала»), «Ще як були ми козаками», «Утоптала стежечку», «І широкую долину», «І багата я» тощо. Йому належить перший переклад поеми «Наймичка», що був надрукований у журналі «Современник», 1860, т. 80, № 4. Для перекладів Плещеєва характерні точне дотримання змісту Шевченкових творів і увага до особливостей віршової форми, але на них позначилася притаманна оригінальній поезії Плещеєва схильність до абстрактної образності. Плещеєв брав участь у популяризації автобіографії Шевченка, допомагав звільнити родичів поета з кріпацтва. На вихід у світ «Кобзаря» 1860 відгукнувся заміткою в газеті «Московский вестник» (1.IV. 1860).
І. Франко написав некролог про Плещеєва. Вірші Плещеєва перекладав П. Грабовський.
На честь Плещеєва названо вулиці і провулки, в тому числі в Україні.